# Flughafen Johnstown–Cambria County

i8
i11
i13
Der Johnstown–Cambria County Airport (auch John Murtha Johnstown–Cambria County Airport; IATA-Code: JST, ICAO-Code: KJST) ist ein öffentlicher Flughafen für die allgemeine Luftfahrt, 5 km nordöstlich von Johnstown im Cambria County, Pennsylvania in den Vereinigten Staaten. Er wurde benannt nach dem Politiker John Murtha.

## Flughafendaten
Er hat zwei Asphaltpisten: eine mit 2135 m Länge und 46 m Breite und eine mit 1337 m Länge und 30 m Breite. Die Fläche des Flughafens beträgt 263 ha. Die Seehöhe beträgt 696 m.

## Geschichte
Der erste Flughafen in Johnstown befand sich in Westmont, angrenzend an den Sunnehanna Country Club. Die Einweihungszeremonie fand am 17. Juli 1929 statt. Der ursprüngliche Flughafen stellte 1948 seinen Betrieb ein und zog nach Richland, wo er sich heute befindet. Der Flughafen wurde 1948 als Johnstown Municipal Airport eröffnet.
Die ersten Passagierflüge waren 1948 TWA mit Douglas DC-3. All American Airways löste 1949 TWA ab und der Nachfolger Allegheny Airlines wurde 1970 durch Allegheny Commuter ersetzt. Es war die Fluggesellschaft, die den Flughafen Johnstown am längsten anflog. Von 1959 flog sie bis 1971 mit Convair CV-580.
Ab dem Jahr 1981 flog Allegheny mit de Havilland Canada DHC-6 Twin Otter nach Pittsburgh. Ab 1985 zusätzlich nach Altoona. Ab 1989 übernahm USAir Express mit Beechcraft 1900 die Route nach Pittsburgh. Ab 1995 flog USAir Express 
mit British Aerospace Jetstream 31.
Der Verkehr am Flughafen erreichte 2004 seinen Höhepunkt, als US Airways 21.000 Passagiere durch Johnstown beförderte. Die Rezession führte jedoch dazu, dass die geschwächte US Airways 2009 den Flug nach Johnstown einstellte und der Verkehr auf nahezu Null sank. Der Flughafen war in den 2000er Jahren Gegenstand von Kontroversen, als Berichten zufolge der demokratische Kongressabgeordnete John Murtha in den 2000er Jahren trotz rückläufigen Verkehrsaufkommens 150 Millionen US-Dollar an Bundessteuergeldern in den Flughafen gelenkt hatte. Seit US Airways den Flugbetrieb im Jahr 2009 eingestellt hat, wird Johnstown von Fluggesellschaften angeflogen, die Mittel des Essential Air Service nutzen, um Johnstown mit größeren Flughäfen zu verbinden. Die erste war Colgan Air mit Saab 340, die Flüge für den United Express-Dienst von United Airlines nach Washington-Dulles und Altoona durchführte. Colgan ging 2012 bankrott, sodass der EAS-Vertrag von Silver Airways übernommen wurde, die von Johnstown nach Dulles und DuBois flog. Die Stadt beschwerte sich über die hohen Preise und Verspätungen von Silver Airways und beantragte die Vergabe des EAS-Auftrags an Southern Airways Express. Der Dienst von Southern begann im November 2016 mit Cessna 208 Caravan nach Pittsburgh und Dulles (später wechselte er nach Baltimore-Washington).
Der Dienst von Southern war von Piloten- und Flugzeugmangel geplagt, und die Flughafenbehörde empfahl dem Bundesverkehrsministerium, den Auftrag an Boutique Air zu vergeben, die im November 2018 den Flugbetrieb nach Pittsburgh und Baltimore-Washington aufnahm. Im Jahr 2020 wurde der EAS-Auftrag an SkyWest Airlines vergeben, um den Jet-Service nach Johnstown als United Express mit Flügen nach Chicago-O’Hare und Washington-Dulles wieder aufzunehmen. Im Jahr 2022 teilte SkyWest dem US-Verkehrsministerium mit, dass sie den Johnstown-Markt verlassen würden, doch als das DOT den Vertrag für Ausschreibungen öffnete, trat SkyWest zusammen mit drei anderen Fluggesellschaften wieder in den Wettbewerb ein.

## Flugbetrieb
Im Jahre 2022 fanden 24.880 Flugbewegungen statt, davon 15.890 lokale Bewegungen, 1.002 Zwischenlandungen, 1.858 Frachtflüge und 6.130 militärische Flüge. 21 einmotorige und 4 zweimotorige Flugzeuge und 4 Jetflugzeuge waren 2022 hier stationiert. Im selben Jahr wurden 7.764 Passagiere befördert.
Die wichtigste Fluggesellschaft für den Flughafen ist United Express
Auf dem Flughafen sind Einheiten der Pennsylvania Army National Guard und Pennsylvania Air National Guard stationiert sowie einige Reserveeinheiten des United States Marine Corps.